# Comunità territoriale della Val di Fiemme
La Comunità territoriale della Val di Fiemme è una comunità di valle della Provincia autonoma di Trento di 20 144 abitanti con capoluogo Cavalese. Si trova nella zona nord-orientale della provincia, e comprende 9 comuni prima facenti parte del Comprensorio della Val di Fiemme. Il suo numero identificativo è l'1.

## Geografia
La comunità si estende su una superficie di 415 km², e confina a nord con la Provincia autonoma di Bolzano, ad est con il Comun General de Fascia (11) e la Comunità di Primiero (2), a sud con la Comunità Valsugana e Tesino (3) e con la Comunità Alta Valsugana e Bersntol (4) e ad ovest con la Comunità della Valle di Cembra (5).
Il territorio della comunità ricade totalmente in Val di Fiemme, la cui geografia è dominata dall'Avisio, torrente che scorre da nord-est verso sud-ovest. La valle è fiancheggiata da imponenti gruppi montuosi, quali la Catena del Lagorai e il gruppo del Latemar, entrambi sottosezioni delle Dolomiti di Fiemme.

## Storia

### Simboli
Il simbolo della Comunità è un logo adottato con Deliberazione della Assemblea della Comunità 21/06/2010 e registrato come marchio:
Un progetto di adottare uno stemma e un gonfalone (D.A.C. 15/06/2015) non ha finito l'iter istituzionale.

## Idioma
La parlata di base della Val di Fiemme è il dialetto trentino, ma sono delineabili tre sotto-zone. Nella bassa valle e a Cavalese l'idioma rispecchia quello della Valle dell'Adige, mentre a Tesero, Varena, Panchià e Ziano di Fiemme il dialetto è più antico, simile al fiemmazzo originale. L'ultima zona corrisponde al comune di Predazzo, dove esistono forti influenze dalla lingua ladina parlata in Val di Fassa.

## Luoghi d'interesse
Valle dall'antico insediamento umano, presenta numerose testimonianze storiche quali chiese e palazzi signorili. Le più importanti sorgono nel capoluogo, Cavalese, dove si segnalano la Chiesa di San Vigilio e il Palazzo della Magnifica Comunità di Fiemme; affrescato sulla facciata, risale al XIV secolo e il suo completamento avvenne durante gli anni di Bernardo Clesio.
Il territorio comunitario fu interessato dalle operazioni militari durante la prima guerra mondiale; a testimonianza di ciò sono presenti diverse fortificazioni, quale Forte Dossaccio. La vocazione turistica della valle ha fatto fiorire diverse strutture sportive dedicate principalmente alle discipline dello sci nordico, quali il Trampolino Giuseppe Dal Ben a Predazzo.

## Infrastrutture e trasporti
Il territorio comunitario è ben collegato alle principali arterie della regione, ed è possibile raggiungerlo da entrambe le provincie del Trentino-Alto Adige, oltre che dal Veneto. La via di comunicazione più utilizzata per raggiungere la Val di Fiemme è la Strada statale 48 delle Dolomiti, che proviene da Ora in Provincia di Bolzano. Le altre strade percorribili sono: la Strada statale 612 della Val di Cembra, la Strada statale 50 del Grappa e del Passo Rolle, la Strada statale 620 del Passo di Lavazè e la SP 31 del Passo Manghen.
Dal 1918 al 1963 sul territorio correva la Ferrovia della Val di Fiemme, infrastruttura ferroviaria che metteva in collegamento Predazzo con la Ferrovia del Brennero. A scopi turistici è stata creata una pista ciclabile, che si sviluppa per 36 km tra Castello-Molina di Fiemme e Pozza di Fassa.

## Assetto amministrativo
- Presidente: Fabio Vanzetta
- Consiglio dei Sindaci: Presidente e 9 componenti
- Assemblea per la pianificazione urbanistica e lo sviluppo: Presidente e 19 componenti
- Comitato esecutivo: Presidente e 3 componenti

## Comuni
| Stemma | Comune                    | Popolazione | Superficie | Altitudine | Nome locale    |
| ------ | ------------------------- | ----------- | ---------- | ---------- | -------------- |
|        | Capriana                  | 583         | 13,06      | 1 007      | Caoriána       |
|        | Castello-Molina di Fiemme | 2 325       | 54,48      | 1 005      | Castèl-Molína  |
|        | Cavalese                  | 4 112       | 45,35      | 1 000      | Cavalés        |
|        | Panchià                   | 830         | 20,25      | 981        | Panciá         |
|        | Predazzo                  | 4 514       | 109,84     | 1 018      | Pardác         |
|        | Tesero                    | 2 965       | 50,41      | 1 000      | Tiézer         |
|        | Valfloriana               | 470         | 39,51      | 853        | Valfloriána    |
|        | Ville di Fiemme           | 2 596       | 46,15      | 1 160      | Ville de Fième |
|        | Ziano di Fiemme           | 1 749       | 35,76      | 953        | Süán           |

1. ↑  Dati ISPAT aggiornati al 1º gennaio 2019
2. ↑  Dati espressi in km²
3. ↑  Dati espressi in metri sul livello del mare
4. ↑  Nome della località nell'idioma locale (dialetto fiemmese)

## Galleria d'immagini

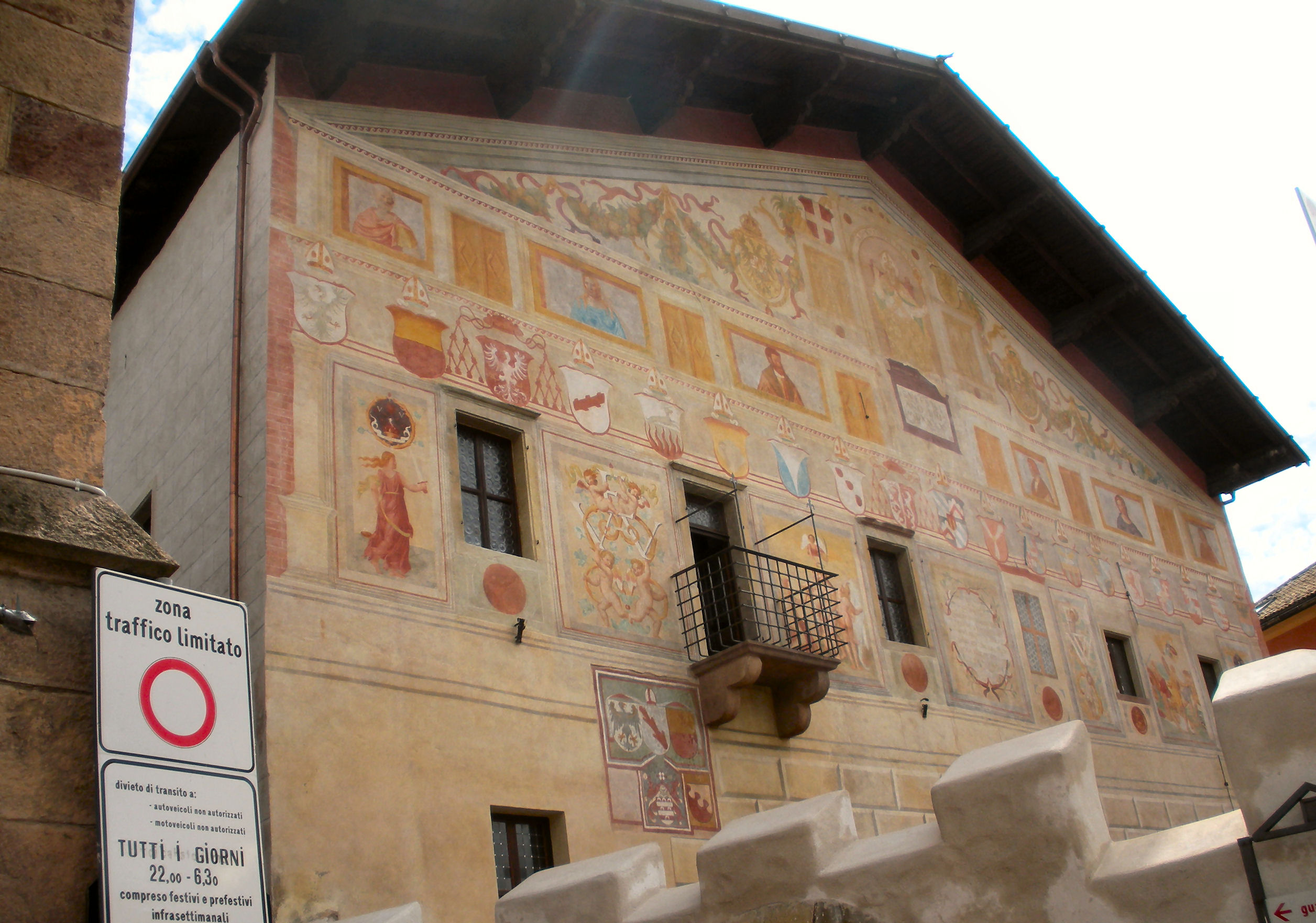
Palazzo della Magnifica Comunità di Fiemme
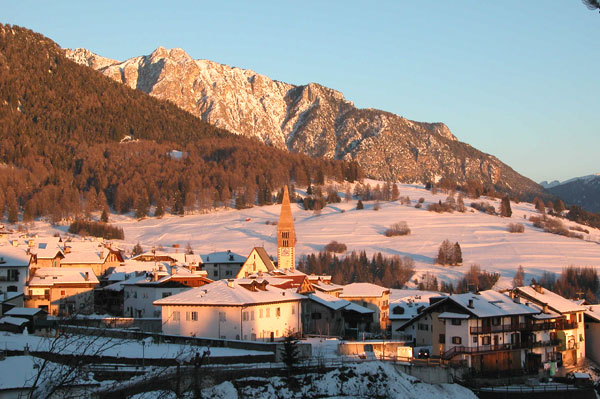
Vista di Varena
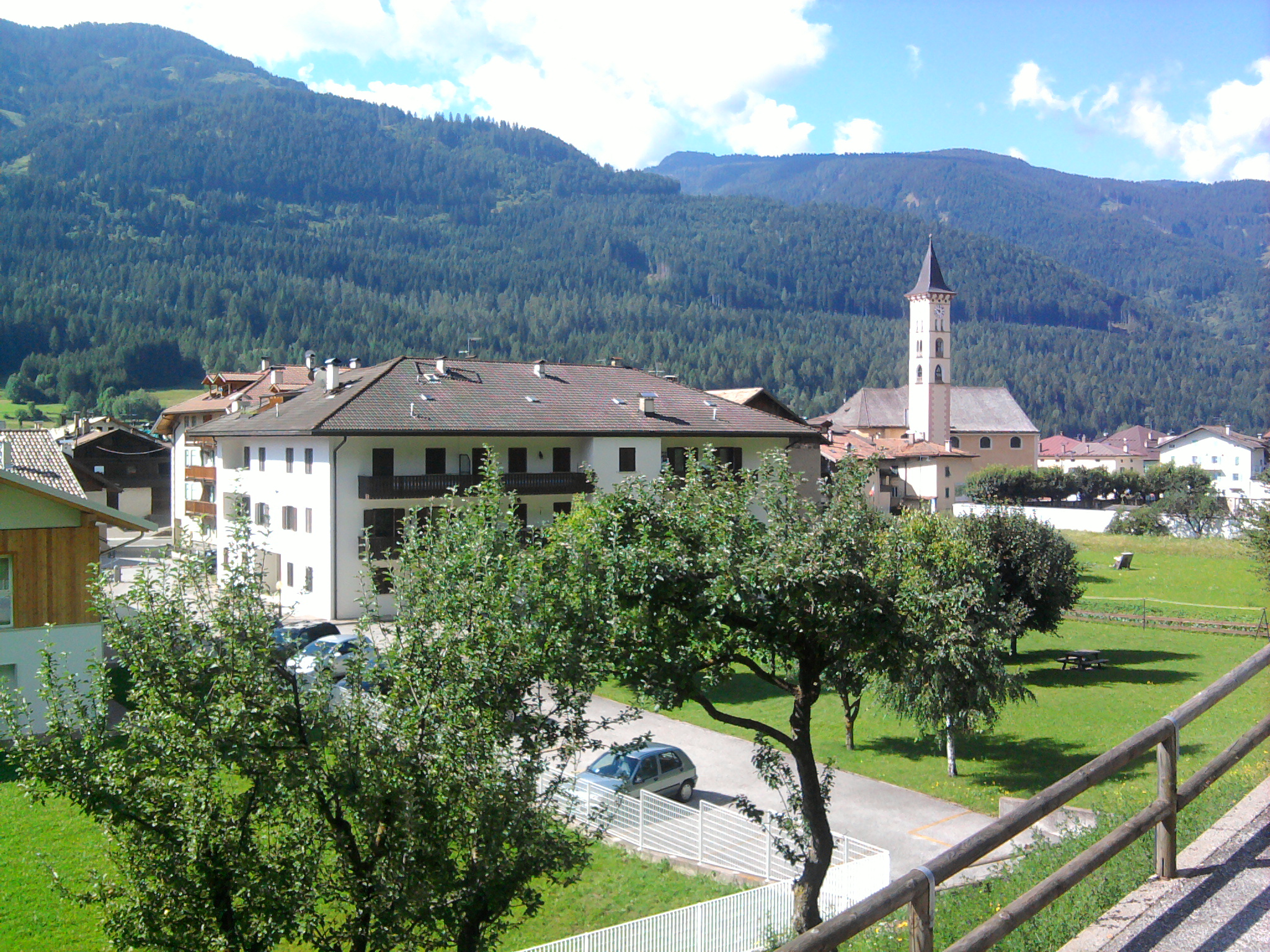
Vista di Ziano di Fiemme
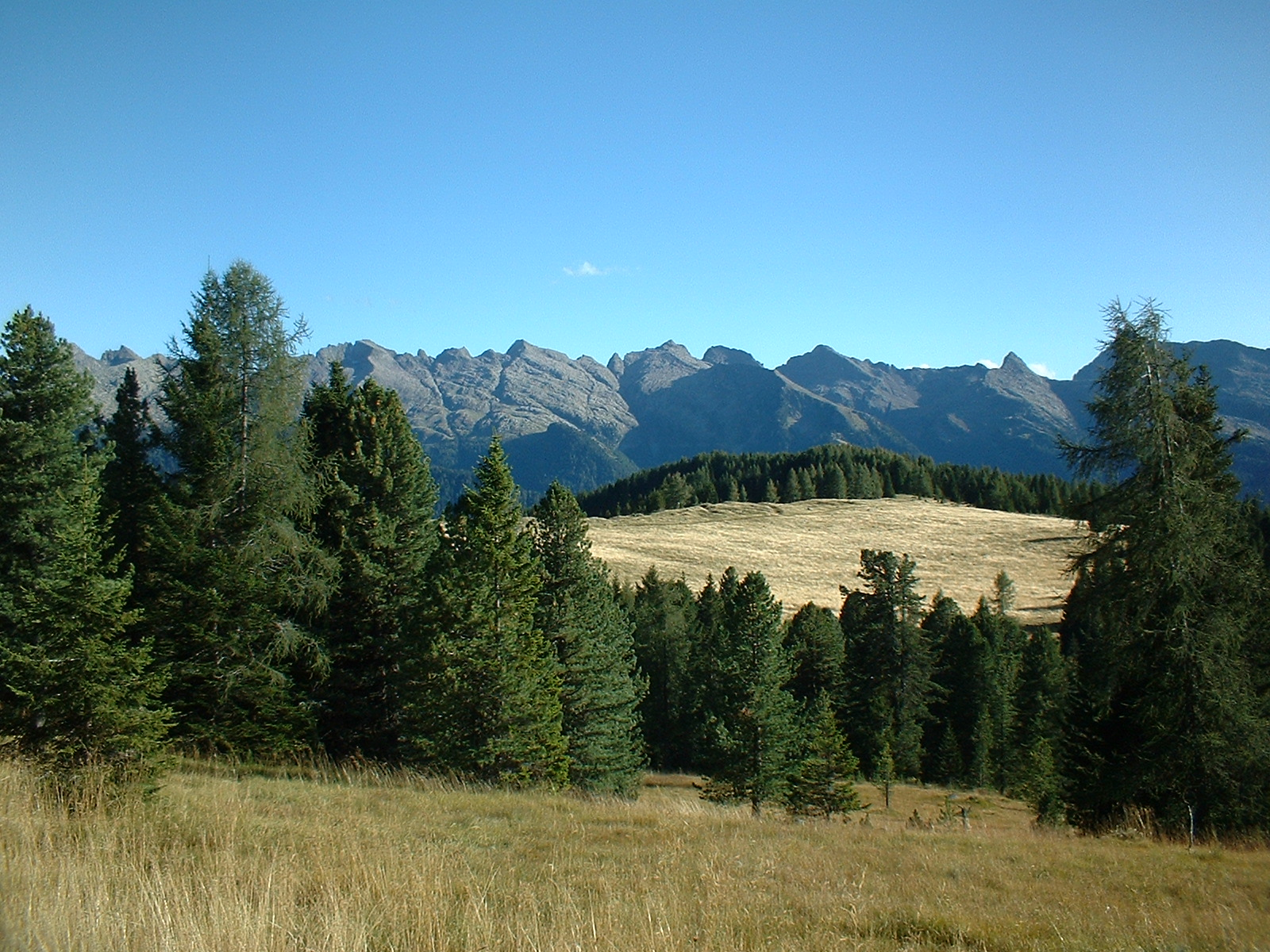
Panorama della Catena del Lagorai
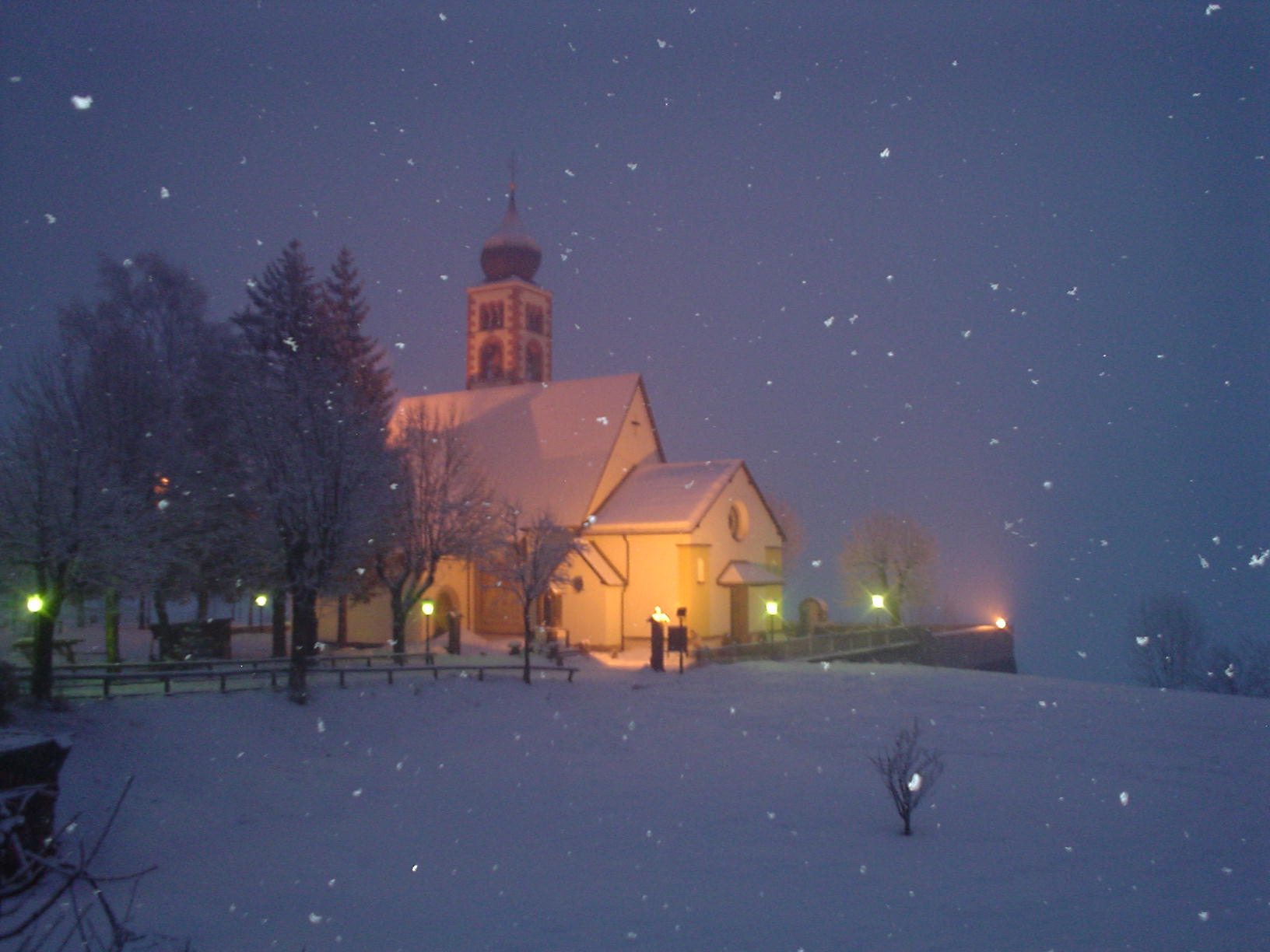
Chiesa di Daiano
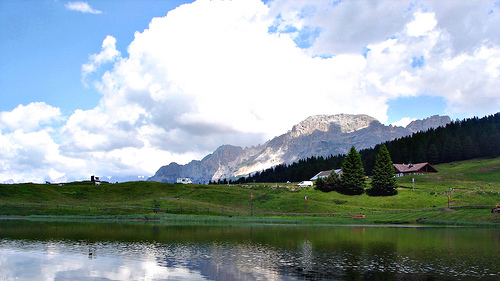
Vista estiva del Passo Lavazè
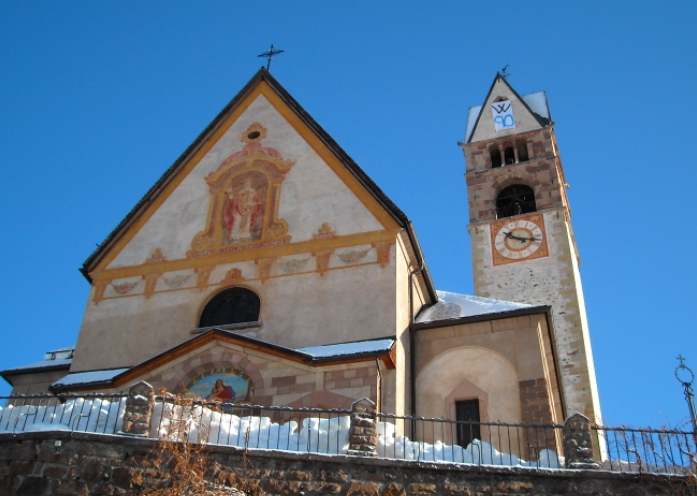
Chiesa di Carano
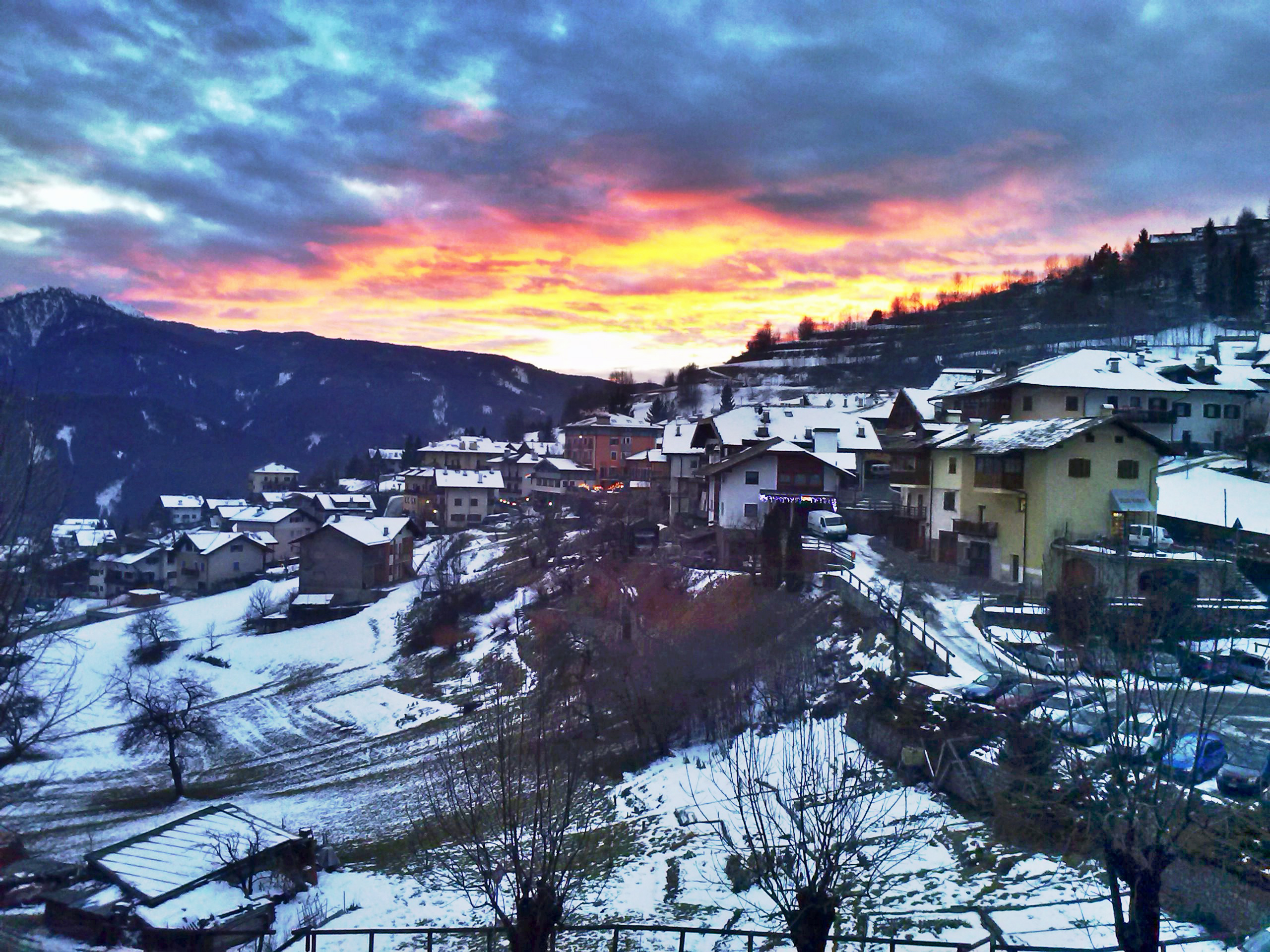
Tramonto a Carano